# Mont-Notre-Dame
Mont-Notre-Dame è un comune francese di 675 abitanti situato nel dipartimento dell'Aisne della regione dell'Alta Francia.

## Società

### Evoluzione demografica
Abitanti censiti